# Privolnoye
Privolnoye (en arménien Պրիվոլնոյե) est une communauté rurale du marz de Lorri en Arménie. En 2008, elle compte 1 044 habitants.